# Neolitsko sojeničko naselje u Tuzli
Sojeničko naselje iz mlađeg kamenog doba u Tuzli, BiH.
Najstarije je sojeničko naselje u Europi. Datira iz mlađeg kamenog doba. Razlikuje se od inih znanih europskih sojeničkih naselja što je starije, dok su ostala iz željeznog doba. S obzirom na to da je među brojnim neolitskim predmetima i posude za proizvodnju soli iz slane vode, to znači da su još u to doba ovdašnji ljudi eksploatirali slane izvore. Po tome su ovdašnji ljudi ispred ostalih europskih kultura, kod kojih se uporaba soli javlja tek u brončanom dobu. Time se pomiče ljudska povijesna granica poznavanja i upotrebe soli u ljudskoj ishrani iz bakrenog u mlađe kameno doba. Uzevši u obzir da je ovo naselje u središtu današnje Tuzle, to znači da je bilo početak kontinuiteta življenja na prostoru današnjeg grada, čime je Tuzla jedno od najstarijih naselja u Evropi s kontinuitetom življenja.
Prvi neolitski arheološki nalazi iz Tuzle iskopani su 1903. prigodom radova na reguliranju Appel Placa, danas Trga slobode. Bila su to tri probušena i polirana čekića, jedne keramičke noge rađene od zemlje s primjesama sitnog pijeska i jedne oveće kugle koja se upotrebljavala kao tucalo za žito. Nešto nađena materijala indiciralo je da je postojalo neolitsko naselje. Vejsil Ćurčić je stručno obradio i zaključio da je bilo neolitsko naselje čiji su stanovnici, uz tradicionalno gospodarstvo koristili i izvore slane vode. Svoja istraživanja na tu temu objavio je u “Glasniku Zemaljskog muzeja Bosne i Hercegovine”, broj XX, iz 1908. godine. 1955. godine u Rudarskoj ulici, današnjoj Džafer mahali, nađeno je dovoljno arheološkog materijala čime se potvrdilo postojanje velika i bogata sojeničkog naselja iz mlađeg kamenog doba. Nađeni su ostatci sojenica: hrastove sohe i jelove grede. Nađeno je bogato nalazište fragmenata grube karamike (noge i dna posuda, rubovi, dijelovi trbuha posude i drške), fino glačani fragmenti posuda od crne, sive i crvene keramike raznovrsnih ornamenata, sjekire od glačanog kamena, kremeni nožići i strugalice te izrađevine od kosti (šila, igla, bodež, rogovi jelena). Vrhunski arheolozi onog vremena su procijenili da su pronađeni fragmenti bili od keramičkih posuda grube frakture koje su služile za isoljavanje slane vode. Rekonstruirane su dvije posude. Jednu su znanstvenici datirali u 3500. godina pr. Kr., a drugu u čak 5000. pr. Kr. Samo je nalazište u Švicarskoj veće od ovoga. Iskopano je mnogo životinjskih kostiju, ostatci pšenice i ječma, ljuski od lješnjaka, riječne školjke, što nam daje sliku da su se stanovnici ovog neolitskog naselja bavili lovom, stočarstvom, zemljoradnjom i sakupljačkom privredom. Nalazi po starosti se podudaraju s cvjetanjem kultura u Vinči i Butmiru. Izbor sojenice na močvarnom tlu što znači težu gradnju umjesto gradnje kuće na čvrstom tlu zacijelo je imao snažne gospodarstvene i strateške razloge. Tlo je bilo močvarno zbog izvora slane vode i rijeke Jale. Sojenice su bile sigurne od poplava a omogućavale su kontrolirati slane izvore.
Danas se unutar Kompleksa Panonskih jezera nalazi se Arheološki park – neolitsko sojeničko naselje. Predstavlja rekonstrukciju načina života kakav je bio ovdje prije više od 7.000 godina. Rekonstrukcija je napravljena po otkrivenim neolitskim predmetima, a čije je vrijeme nastanka potvrdio Arheološki institut u Beču upotrebom metode C4.